# Röhrenspinnen
Die Röhrenspinnen (Eresidae) sind eine Familie der Echten Webspinnen (Araneomorphae) und gehören dort zur Überfamilie Eresioidea. Die Familie umfasst insgesamt 92 Arten in 9 Gattungen (Stand: Mai 2016). In Mitteleuropa sind mehrere Vertreter der Gattung Eresus heimisch.

## Merkmale
Die Röhrenspinnen sind kurzbeinig und haben einen gedrungenen Körperbau. Sie haben acht Augen, von denen vier an den Eckpunkten des Kopfbereichs ein Quadrat bilden. Die anderen bilden ein kleines Viereck in der Stirnmitte.

## Verbreitung

### Europa
In Europa sind mehrere Arten der Gattung Eresus sowie die Arten Adonea fimbriata in Griechenland und Stegodyphus lineatus in Griechenland, Italien und auf der Iberischen Halbinsel verbreitet.
Die Rote Röhrenspinne (Eresus kollari) weist viele Unterarten auf. 2008 wurden Eresus moravicus und Eresus sandaliatus ausgegliedert. Die Abtrennung weiterer Unterarten ist möglich. Die Rote Röhrenspinne bevorzugt in Mitteleuropa kontinentale Wärmeinseln oder südexponierte, sandige und unbewaldete Trockenlagen und ist häufiger als bislang angenommen. Fundorte sind zum Beispiel der Kyffhäuser, die Lausitz und die Lüneburger Heide.

## Lebensweise
Die Angehörigen dieser Familie graben sich bis zu 10 cm tiefe Erdröhren von einem Zentimeter Durchmesser, die mit Seide austapeziert werden. Im Gegensatz zu den Tapezierspinnen (Atypidae) weben sie aber keinen Fangschlauch, sondern einen Trichter oft mit einem Schirm über dem Eingang ihrer Erdhöhle, der mit Fäden am Boden befestigt wird und in dem sich die Beute verfängt. Durch die Erschütterungen wird das Tier in der Röhre alarmiert. Häufig werden Käfer in den Netzen gefunden, aber auch jagende Spinnen.

## Fortpflanzung und Ausbreitungsstrategien

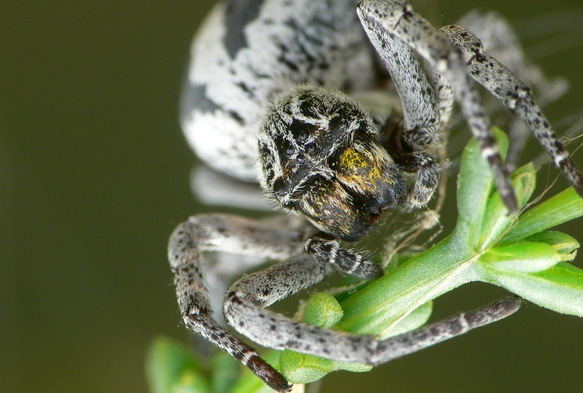
Männchen von Stegodyphus lineatus

Die mitteleuropäischen Röhrenspinnen leben teilweise in Familienkolonien (Aggregation) in Erdröhren. Da die Anzahl der überlebenden Nachkommen je Gelege meist unter 80 liegt, sind sie auf eine sichere Verbreitungsart angewiesen und verbreiten sich zu Fuß in der Nähe des Mutternetzes.
Das Weibchen der Roten Röhrenspinne wird nach drei Jahren geschlechtsreif und verlässt ihre Erdröhre bis zur Paarung nicht. Die adulten Männchen gehen auf Wanderschaft und suchen sich ein geschlechtsreifes Weibchen. Das Weibchen verpackt 80 Eier in einem linsenförmigen Kokon, der mit Beuteresten und Bodenteilchen getarnt wird und so eine geringere Albedo aufweist. Das 1 cm große Paket wird tagsüber in die Sonne getragen und abends zum Schutz vor der nächtlichen Kälte der gering bewachsenen Sandböden (Ausstrahlung) wieder in die Röhre.
Die Jungtiere schlüpfen in der Höhle. Sie häuten sich dort mehrmals. In dieser Zeit stirbt das Muttertier und wird von den Nachkommen aufgefressen. Sie verlassen nach dem Tod der Mutter das Erdloch und breiten sich im Umkreis aus.
Im Gegensatz dazu verbreitet sich die in Südeuropa vorkommende Eresus walckenaeri mit 800 bis 900 Nachkommen je Weibchen über das verlustreiche Ballooning. Die Jungtiere richten ihren Hinterleib in den Wind und produzieren einen Flugfaden, der sie mit dem Wind auch zu weit entfernten neuen Lebensräumen bringen kann. Dieses Verhalten kann mit einem Kaltluftföhn hervorgerufen werden. Es wird vermutet, dass Röhrenspinnen so entlegene Lebensräume wie Inseln (Ägäis) und Gebirge erreicht haben und sich dort wegen der Isolation auf einzelnen Inseln zu weiteren Arten differenzieren konnten.

## Systematik
Der World Spider Catalog listet für die Röhrenspinnen 9 Gattungen und 92 Arten. (Stand: Mai 2016)
- Adonea Simon, 1873 – verbreitet im Mittelmeerraum
  - Adonea algerica (El-Hennawy, 2004)
  - Adonea fimbriata Simon, 1873
- Dorceus C. L. Koch, 1846 – verbreitet in Nordafrika
  - Dorceus albolunulatus (Simon, 1876)
  - Dorceus fastuosus C. L. Koch, 1846
  - Dorceus latifrons Simon, 1873
  - Dorceus quadrispilotus Simon, 1908
  - Dorceus trianguliceps Simon, 1911
- Dresserus Simon, 1876 – verbreitet in Afrika
  - Dresserus aethiopicus Simon, 1909
  - Dresserus angusticeps Purcell, 1904
  - Dresserus armatus Pocock, 1901
  - Dresserus bilineatus Tullgren, 1910
  - Dresserus collinus Pocock, 1900
  - Dresserus colsoni Tucker, 1920
  - Dresserus darlingi Pocock, 1900
  - Dresserus elongatus Tullgren, 1910
  - Dresserus fontensis Lawrence, 1928
  - Dresserus fuscus Simon, 1876
  - Dresserus kannemeyeri Tucker, 1920
  - Dresserus laticeps Purcell, 1904
  - Dresserus murinus Lawrence, 1927
  - Dresserus namaquensis Purcell, 1908
  - Dresserus nasivulvus Strand, 1907
  - Dresserus nigellus Tucker, 1920
  - Dresserus obscurus Pocock, 1898
  - Dresserus olivaceus Pocock, 1900
  - Dresserus rostratus Purcell, 1908
  - Dresserus schreineri Tucker, 1920
  - Dresserus schultzei Purcell, 1908
  - Dresserus sericatus Tucker, 1920
  - Dresserus subarmatus Tullgren, 1910
  - Dresserus tripartitus Lawrence, 1938
- Eresus Walckenaer, 1805 – verbreitet in Nordafrika, Europa, Zentralasien & China
  - Eresus albopictus Simon, 1873
  - Eresus bifasciatus Ermolajev, 1937
  - Eresus crassitibialis Wunderlich, 1987
  - Eresus granosus Simon, 1895
  - Eresus hermani Kovács, Prazsák, Eichardt, Vári & Gyurkovics, 2015
  - Eresus kollari Rossi, 1846
  - Eresus lavrosiae Mcheidze, 1997
  - Eresus moravicus Rezác, 2008
  - Eresus pharaonis Walckenaer, 1837
  - Eresus robustus Franganillo, 1918
  - Eresus rotundiceps Simon, 1873
  - Eresus ruficapillus C. L. Koch, 1846
  - Eresus sandaliatus (Martini & Goeze, 1778)
  - Eresus sedilloti Simon, 1881
  - Eresus solitarius Simon, 1873
  - Eresus walckenaeri Brullé, 1832
- Gandanameno Lehtinen, 1967 – verbreitet in Süd- & Ostafrika
  - Gandanameno echinata (Purcell, 1908)
  - Gandanameno fumosa (C. L. Koch, 1837)
  - Gandanameno inornata (Pocock, 1898)
  - Gandanameno purcelli (Tucker, 1920)
  - Gandanameno spenceri (Pocock, 1900)
- Loureedia Miller, Griswold, Scharff, Řezáč, Szüts & Marhabaie, 2012
  - Loureedia annulipes (Lucas, 1857) – verbreitet im Mittelmeerraum
- Paradonea Lawrence, 1968 – verbreitet in Südafrika, Botswana & Namibia
  - Paradonea parva (Tucker, 1920)
  - Paradonea presleyi Miller et al., 2012
  - Paradonea splendens (Lawrence, 1936)
  - Paradonea striatipes Lawrence, 1968
  - Paradonea variegata (Purcell, 1904)
- Seothyra Purcell, 1903 – verbreitet in Südafrika, Botswana, Namibia & Angola
  - Seothyra annettae Dippenaar-Schoeman, 1991
  - Seothyra barnardi Dippenaar-Schoeman, 1991
  - Seothyra dorstlandica Dippenaar-Schoeman, 1991
  - Seothyra fasciata Purcell, 1904
  - Seothyra griffinae Dippenaar-Schoeman, 1991
  - Seothyra henscheli Dippenaar-Schoeman, 1991
  - Seothyra longipedata Dippenaar-Schoeman, 1991
  - Seothyra louwi Dippenaar-Schoeman, 1991
  - Seothyra neseri Dippenaar-Schoeman, 1991
  - Seothyra perelegans Simon, 1906
  - Seothyra roshensis Dippenaar-Schoeman, 1991
  - Seothyra schreineri Purcell, 1903
  - Seothyra semicoccinea Simon, 1906
- Stegodyphus Simon, 1873 – verbreitet in Nordafrika, Eurasien & Brasilien
  - Stegodyphus africanus (Blackwall, 1866)
  - Stegodyphus bicolor (O. Pickard-Cambridge, 1869)
  - Stegodyphus dufouri (Audouin, 1826)
  - Stegodyphus dumicola Pocock, 1898
  - Stegodyphus hildebrandti (Karsch, 1878)
  - Stegodyphus hisarensis Arora & Monga, 1992
  - Stegodyphus lineatus (Latreille, 1817)
  - Stegodyphus lineifrons Pocock, 1898
  - Stegodyphus manaus Kraus & Kraus, 1992
  - Stegodyphus manicatus Simon, 1876
  - Stegodyphus mimosarum Pavesi, 1883
  - Stegodyphus mirandus Pocock, 1899
  - Stegodyphus nathistmus Kraus & Kraus, 1989
  - Stegodyphus pacificus Pocock, 1900
  - Stegodyphus sabulosus Tullgren, 1910
  - Stegodyphus sarasinorum Karsch, 1892
  - Stegodyphus semadohensis Shivaji, 2013
  - Stegodyphus simplicifrons Simon, 1906
  - Stegodyphus tentoriicola Purcell, 1904
  - Stegodyphus tibialis (O. Pickard-Cambridge, 1869)
  - Stegodyphus tingelin Kraus & Kraus, 1989